# Gangpol und Mit
Gangpol und Mit est un groupe musical et visuel de musique électronique français composé de deux membres ayant chacun un rôle spécifique : Gangpol (Sylvain Quément) s'occupe de la partie musicale, Guillaumit (Guillaume Castagne) de la partie graphique et vidéo.

## Biographie
Depuis 2001, le duo explore les différents rapports de l'image et du son sous diverses formes: concerts audio-vidéo et performances live multimédia (The 1000 People Band), sculptures interactives (La Boîte), projets jeune public (notamment Carton Park, en compagnie de Mami Chan et Norman Bambi), mais aussi installations, expositions, conférences, workshops ou DJ sets.
Travaillant tant au niveau local qu'international, le groupe s'est produit dans toute l'Europe, avec également des tournées en Asie ou en Amérique latine. Leurs disques sont parus notamment sur les labels wwilko (France), Out One Disc (Japon) et Ipecac (USA).
En 2009, le DVD Faits divers est publié par l'éditeur allemand Pictoplasma. Suivant l'idée selon laquelle il conviendrait de « Manger la technologie avant que la technologie ne vous mange », une grande partie de son contenu témoigne du rapport ambigu et du regard critique du groupe à l'égard de la technologie: Gangpol und Mit maîtrisent manifestement la technologie qu'ils utilisent pour créer leurs œuvres audiovisuelles, et pourtant ils semblent la tenir à bout de bras, choisissant de n'exercer qu'un certain niveau de sophistication, jamais plus.
En 2019, le duo écrit, réalise et met en musique la web-série techno-critique Globozone, produite par Umanimation et diffusée sur Arte,.
En parallèle aux activités du groupe, ses deux membres travaillent également, ensemble ou séparément, sur d'autres projets, dont la webradio consacrée aux trésors cachés du disque pour enfants Radio Minus, fondée en 2013. Sylvain Quément a signé diverses bandes originales de films (notamment en 2015 pour le long-métrage Cosmodrama de Philippe Fernandez), de séries animées (Shazzam Super 2000 - Normaal) ou de spectacles avec dispositifs spécifiques (pour la compagnie Defracto notamment). Artiste et dessinateur, Guillaumit travaille tout autant sur support papier que pour des installations en volumes, fresques ou parades en milieu urbain intégrant des technologies comme la réalité augmentée (notamment dans le cadre du Carnaval des deux Rives à Bordeaux, dont il assure la direction artistique de 2017 à 2020).

## Style musical
Le style du duo se caractérise par une musique électronique mélodique et contrastée au sein de laquelle coexistent et se confrontent de nombreuses références, tandis que les visuels mettent en scène des personnages et environnements colorés sur la base de formes géométriques simples. Sous ses dehors ludiques, le résultat révèle à l'examen quantité de situations étranges, absurdes, déroutantes ou ironiques.

## Discographie
- 2004 : Disque compact, pièces détachées (G.U.M. - CD)
- 2005 : Tournent en rond (wwilko - LP)
- 2007 : The Hopelessly Sad Story of the Hideous End of the World - Picture LP  (wwilko)
- 2007 : Music Hall, Building Fall (Out One Disc - CD)
- 2010 : Faits divers (Pictoplasma - DVD)
- 2010 : Faits divers edits (Drop of Blood Records - vinyle 8" limité)
- 2011 : The 1000 Softcore Tourist People Club (Ipecac Recordings - CD et téléchargement)
- 2015 : Cosmodrama - bande originale du film de Philippe Fernandez (GM001 - vinyle 10" et téléchargement)
- 2016 : Kuala Lumpen French Institute (Besides Records, BRLP03 - 10" vinyle et téléchargement)